# Lorette (Loira)
Lorette és un municipi francès situat al departament del Loira i a la regió d'Alvèrnia-Roine-Alps. L'any 2007 tenia 4.494 habitants.
És el lloc de naixement del pilot de Formula 1 Alain Prost.

## Demografia

### Població
El 2007 la població de fet de Lorette era de 4.494 persones. Hi havia 1.777 famílies de les quals 489 eren unipersonals (178 homes vivint sols i 311 dones vivint soles), 545 parelles sense fills, 586 parelles amb fills i 157 famílies monoparentals amb fills.
La població ha evolucionat segons el següent gràfic:
Habitants censats

### Habitatges
El 2007 hi havia 1.941 habitatges, 1.828 eren l'habitatge principal de la família, 5 eren segones residències i 108 estaven desocupats. 1.018 eren cases i 913 eren apartaments. Dels 1.828 habitatges principals, 1.062 estaven ocupats pels seus propietaris, 732 estaven llogats i ocupats pels llogaters i 34 estaven cedits a títol gratuït; 17 tenien una cambra, 170 en tenien dues, 422 en tenien tres, 580 en tenien quatre i 639 en tenien cinc o més. 1.124 habitatges disposaven pel capbaix d'una plaça de pàrquing. A 786 habitatges hi havia un automòbil i a 751 n'hi havia dos o més.

### Piràmide de població
La piràmide de població per edats i sexe el 2009 era:
| Homes | Edats   | Dones |
| ----- | ------- | ----- |
| 0     | 95 o +  | 0     |
| 8     | 90 a 94 | 12    |
| 24    | 85 a 89 | 36    |
| 20    | 80 a 84 | 24    |
| 48    | 75 a 79 | 104   |
| 84    | 70 a 74 | 112   |
| 116   | 65 a 69 | 92    |
| 104   | 60 a 64 | 112   |
| 136   | 55 a 59 | 140   |
| 156   | 50 a 54 | 188   |
| 180   | 45 a 49 | 176   |
| 164   | 40 a 44 | 160   |
| 184   | 35 a 39 | 176   |
| 176   | 30 a 34 | 204   |
| 184   | 25 a 29 | 164   |
| 128   | 20 a 24 | 128   |
| 168   | 15 a 19 | 180   |
| 176   | 10 a 14 | 204   |
| 164   | 5 a 9   | 160   |
| 116   | 0 a 4   | 176   |

## Economia
El 2007 la població en edat de treballar era de 2.935 persones, 1.979 eren actives i 956 eren inactives. De les 1.979 persones actives 1.779 estaven ocupades (963 homes i 816 dones) i 200 estaven aturades (89 homes i 111 dones). De les 956 persones inactives 325 estaven jubilades, 260 estaven estudiant i 371 estaven classificades com a «altres inactius».

### Ingressos
El 2009 a Lorette hi havia 1.852 unitats fiscals que integraven 4.583,5 persones, la mediana anual d'ingressos fiscals per persona era de 16.014 €.

### Activitats econòmiques
Dels 179 establiments que hi havia el 2007, 4 eren d'empreses extractives, 5 d'empreses alimentàries, 4 d'empreses de fabricació de material elèctric, 1 d'una empresa de fabricació d'elements pel transport, 15 d'empreses de fabricació d'altres productes industrials, 33 d'empreses de construcció, 48 d'empreses de comerç i reparació d'automòbils, 10 d'empreses de transport, 6 d'empreses d'hostatgeria i restauració, 3 d'empreses d'informació i comunicació, 7 d'empreses financeres, 6 d'empreses immobiliàries, 12 d'empreses de serveis, 14 d'entitats de l'administració pública i 11 d'empreses classificades com a «altres activitats de serveis».
Dels 45 establiments de servei als particulars que hi havia el 2009, 1 era una oficina del servei públic d'ocupació, 1 oficina de correu, 8 tallers de reparació d'automòbils i de material agrícola, 1 taller d'inspecció tècnica de vehicles, 1 autoescola, 8 paletes, 8 guixaires pintors, 2 fusteries, 4 lampisteries, 3 electricistes, 3 perruqueries, 2 restaurants, 2 agències immobiliàries i 1 saló de bellesa.
Dels 13 establiments comercials que hi havia el 2009, 1 era un supermercat, 1 una gran superfície de material de bricolatge, 3 botiges de menys de 120 m², 4 fleques, 2 carnisseries, 1 un drogueria i 1 una floristeria.
L'any 2000 a Lorette hi havia 5 explotacions agrícoles.

## Equipaments sanitaris i escolars
El 2009 hi havia 2 farmàcies i 1 ambulància.
El 2009 hi havia 1 escola maternal i 3 escoles elementals.

## Poblacions més properes
El següent diagrama mostra les poblacions més properes.